# مسح الكويكبات أسياجو-DLR
ماسح الكويكبات أسياغو دي أل آر , أو (Asiago-DLR Asteroid Survey (ADAS , هو مشروع مسح فلكي يهدف إلى البحث عن المذنبات والكويكبات , مع تركيز خاص على تلك القريبة من الأرض أكتشف المشروع 200 كوكب صغير منذ عام 2001.
المشروع مشترك بين دائرة الفلك في جامعة بادوفا (التي تستخدم مقراب من نوع شميدت) وبين معهد تكنولوجيات الاستشعار الفضائي واستكشاف الكواكب في برلين لتمثل مركز الطيران والفضاء الألماني , مركز الملاحة الفضائية الألماني.